# ユナイテッド・ゲーム・アーティスツ
株式会社ユナイテッド・ゲーム・アーティスツ（United Game Artists ltd.）は、かつて存在したセガの開発子会社。

## 概要
第4CS研究開発部（CS4研）が第9ソフト研究開発部（ソフト9研）を経て独立し2000年に設立された。通称：UGA（ユージーエー）。社長は水口哲也。
社名の由来は、様々な才能を持つゲーム・アーティストが集まる場所を目指すことから。時代の最先端を感じたいという事から、渋谷に開発拠点が置かれた。
2003年10月1日のグループ再編により、ソニックチームに営業譲渡された。UGAの作品情報は現在でもソニックチームのサイトで見ることができる。

## 主な作品
- スペースチャンネル5 - 1999年度の「第4回日本ゲーム大賞」に最優秀賞を含む4部門にノミネートされ、映画『スウィングガールズ』には本作が登場し、ラストで本作のメインテーマと言える曲「MEXICAN FLYER」が演奏される。
- Rez - 本作の先進的なゲームデザインはゲーム・デベロッパーズ・チョイス・アワードを初めとして、様々な賞を獲得している。
- スペースチャンネル5 パート2 - 前作では開発期間の関係上、ゲスト出演だったマイケル・ジャクソンが、本作ではチャンネル5の局長スペースマイケルとして、主人公うららと共にムーンウォークを披露するなど、準主役級の扱いを受けている。